# Liolaemus goetschi
Liolaemus goetschi — вид ігуаноподібних ящірок родини Liolaemidae. Ендемік Аргентини.

## Поширення і екологія
Liolaemus goetschi мешкають в провінціях Ріо-Негро і Неукен. Вони живуть на помірних луках північної Патагонії та в чагарникових заростях. Зустрічаються на висоті від 300 до 700 м над рівнем моря.